# کارلوس هونوراتو
کارلوس هونوراتو (پرتغالی: Carlos Honorato؛ زادهٔ ۹ نوامبر ۱۹۷۴) جودوکار اهل برزیل بود.
او در مسابقات کشوری و بین‌المللی در مجموع برندهٔ ۱ مدال نقره، ۲ مدال برنز شده‌است.